# Frépillon
Frépillon is een gemeente in Frankrijk, 24 km ten noorden van het centrum van Parijs.

## Kaart
De onderstaande kaart toont de ligging van Frépillon met de belangrijkste infrastructuur en aangrenzende gemeenten.

## Demografie
Onderstaande figuur toont het verloop van het inwonertal, bron: INSEE-tellingen. 